# Retrato de Bartolomé Sureda
El retrato de Bartolomé Sureda es un óleo sobre tela de 1804 de Francisco de Goya conservado en la Galería Nacional de Arte de Washington. Constituye el pendant o pareja del Retrato de Teresa Sureda, su esposa.

## Contexto
En los años 1790, Francisco de Goya se había convertido en un pintor de moda, cuyos retratos eran muy solicitados, tanto por la aristocracia como por la alta burguesía madrileña. Bartolomé Sureda era un industrial mallorquín, de origen modesto, se trasladó de Madrid a Inglaterra para estudiar fundición, construcción de máquinas y diversas artes industriales, iniciando una próspera carrera. Por entonces era director general de la Real Fábrica de Porcelanas del Buen Retiro. Casado con Teresa de Sureda, el matrimonio era amigo de Goya a quien encargaron sus retratos. 

## Análisis

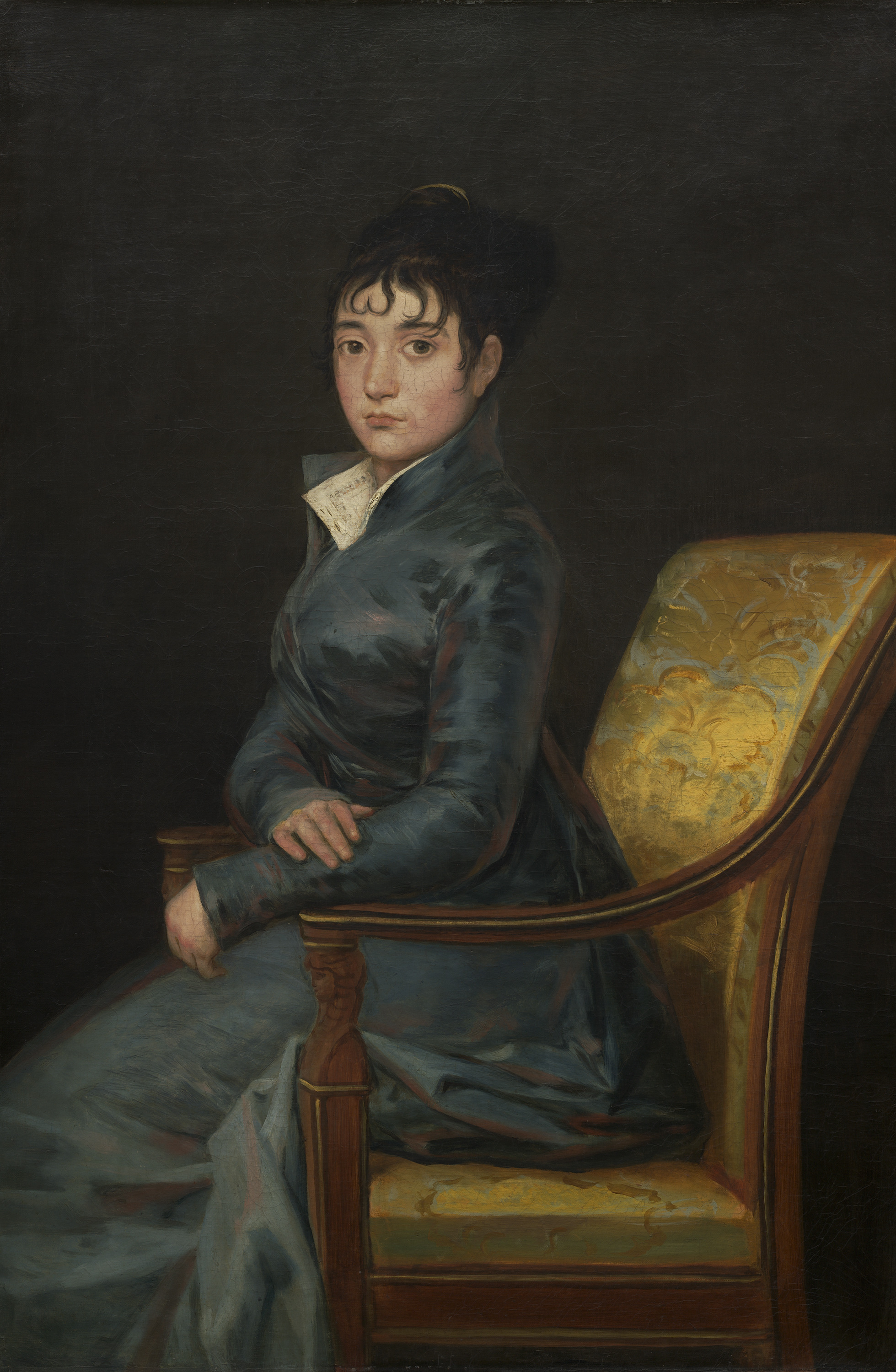
El retrato de su esposa Teresa fue pintado al mismo tiempo.

Al contrario que los dobles retratos matrimoniales renacentistas y barrocos donde las figuras miran hacia el otro y muestran poses similares o simétricas, Goya representaba a marido y mujer en actitudes muy diferentes. 
Aquí el joven marido viste a la moda burguesa de comienzos del siglo XIX, y aparece de pie, apoyado de manera informal en un pedestal, su sombrero de copa en la diestra extendida hacia el espectador, el puño izquierdo sobre la cadera. Goya explota la diagonal de la tela, otorgando dinamismo a su modelo. La luz ilumina la parte superior del cuadro, donde se encuentra el rostro. La parte inferior queda en una penumbra donde destaca el satén rojizo y brillante del forro del sombrero.
Goya buscaba pintar el carácter y la psicología de sus retratados que no dejan nunca indiferente.